# Jennifer (voornaam)
Jennifer is een voornaam voor meisjes en wordt voornamelijk in Angelsaksische landen gebruikt. De naam is afgeleid van Guinevere wat zoveel betekent als "blank en vruchtbaar" (gwyn betekent "wit, blank"). Guinevere is tevens etymologisch verwant aan de namen Guenevere, Gunevere en Jenny.
Varianten van de naam:
- Schots: Jennifer, Jenni, Jenna, Jenn
- Bretons: Gwennivar
- Cornisch: Gwynnever, Jenifry, Jenniver
- Engels: Gaenor, Gaynor, Geneva, Gwenevere, Guenevere, Guinevere, Gwenovier, Jenny, Jenneigh, Jennie, Jen, Jeni, Jenifer
- Frans: Geneviève, Jennifair
- Grieks: Genovefa
- Italiaans: Genevra, Ginevra, Genoveffa
- Pools: Genowefa
- Portugees: Genoveva, Ginevra or Genebra
- Spaans: Genoveva, Ginevra or Genebra
- Welsh: Gwenhwyfar
- Iers: Sinead

In het Nederlands is de naam Gwen afgeleid van onder andere het Welshe Gwenhwyfar.

## Bekende naamdraagsters
- Jennifer Aniston
- Jennifer Capriati
- Jennifer Connelly
- Jennifer Garner
- Jennifer Love Hewitt
- Jennifer Hoffman
- Jennifer Lawrence
- Jennifer Lopez
- Jennifer Saunders
- Jennifer Shahade
- Jennifer Willems
- Jennifer Warnes